# ベルンハルト・パウムガルトナー
ベルンハルト・パウムガルトナー（Bernhard Paumgartner、1887年11月14日 - 1971年7月27日）は、ザルツブルクで活躍したオーストリア人の指揮者、作曲家、音楽学者、教育家である。

## ウィーン時代
ベルンハルト・パウムガルトナー（Hofrat Prof.Dr. Bernhard Paumgartner）は宮廷顧問官，教授，博士の称号を持つ。1887年にウィーンに生まれる。父ハンス・パウムガルトナー（Dr.Hans Paumgartner）はピアニスト、作曲家、音楽評論家、母ローザ・パピーア=パウムガルトナー（de:Rosa Papier-Paumgartner）は著名な歌手である。1911年にウィーン大学で法学博士の学位を取得。同時期にウィーン国立音楽院(現ウィーン国立音楽大学）で、ブルーノ・ワルター（Bruno Walter）らに師事する。1911年から1912年にかけて、ウィーン国立歌劇場のソロ・コレペティトア（歌手の練習指導者）をつとめる。1914年から1917年は、ウィーン・トーンキュンストラー管弦楽団を指揮した。

## ザルツブルク時代

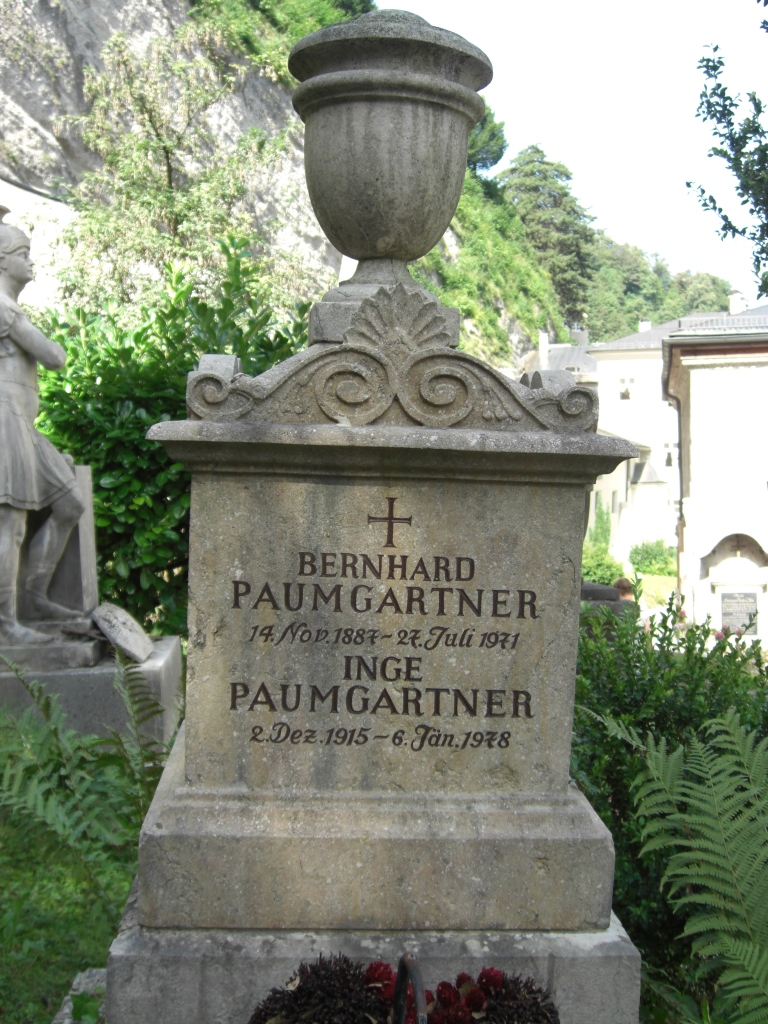
パウムガルトナーの墓 (2011年)

ベルンハルト・パウムガルトナーは1917年からその活動の中心をザルツブルクに移す。モーツァルテウム音楽院の学院長を1959年までつとめる。パウムガルトナーのもっとも有名な弟子は、ヘルベルト・フォン・カラヤンである。1929年にはモーツァルトを演奏するための室内管弦楽団、カメラータ・アカデミカを創立。1959年から1971年まで、ザルツブルク音楽祭の総裁をつとめる。1958年には来日して当時のＡＢＣ交響楽団（近衛管弦楽団）などを指揮している。
ザルツブルク音楽祭では、モーツァルトマチネ、モーツァルトセレナーデなどを指揮する一方、フーゴー・フォン・ホーフマンスタールの戯曲イェーダーマン（de:Jedermann）の舞台音楽の作曲も手がけている。またパウムガルトナーの業績は、ヘルブン音楽祭の創設、ザルツブルク音楽ギムナジウムの創立、モーツァルトの研究など多岐に渡り、当時のザルツブルク最大の人格者であった。その功績を記念して、才能ある音楽家を対象としたベルンハルト・パウムガルトナー賞が設定されている。
音楽学者としての功績に、永年行方不明となっていたモーツァルトのオーボエ協奏曲（ハ長調）を1920年に発見したことが挙げられる。これはフルート協奏曲第２番（ニ長調）と事実上同一曲であり、オーボエ版をオリジナル、フルートを編曲とする推定の元に出版されたが真相は今なお100％解明されていない。

## 関係リンク（出典）
- Bernhard Paumgartner（独語）
- ザルツブルク音楽祭公式HP（英・独語）